# Ковалёв, Фёдор Лукич
Фёдор Лукич Ковалёв (1909—1973) — советский инженер-технолог, организатор производства, кандидат технических наук (1954). Автор широко внедрявшегося в 1950-х годах «метода Ковалёва» — изучения и общения опыта стахановцев и массового его освоения. Лауреат Сталинской премии (1951).

## Биография
Родился 22 апреля (5 мая) 1909 года в посёлке Глушково Курской губернии.
В 1924 году, в 15-летнем возрасте, поступил учеником ткача на текстильную фабрику.
В 1934 году окончил Московский текстильный институт.
В 1934—1946 годах — инженер, помощник главного инженера, главный инженер на ряде текстильных фабрик Москвы и Московской области. Член КПСС с 1939 года.
С 1946 года главный инженер, с 1949 — директор тонкосуконной фабрики «Пролетарская победа» (Московская область)
Изучая работу передовых ткачей и прядильщиков, он обнаружил, что стахановцы по-разному выполняют одни и те же операции. Организовал изучение и обобщение опыта стахановцев, ставшее известным как «метод Ковалёва». После изучения рабочего процесса стахановцев нормировщиками, техническим совещанием утверждались такие рабочие приёмы, которые выполняются не только быстро, но и спокойно, без напряжения. Описание приёма, принятое на совещании стахановцев и мастеров участков, окончательно утверждалось на методическом бюро фабрики с участием главного инженера. Разрабатывались технологические карты, в которых лучшие приёмы работы сводились в один метод производства с учётом режимов работы, организации рабочего места, применения наиболее эффективных инструментов и приспособлений, определялся состав «звеньев» и бригад по квалификации.
Метод стал массово внедрятся на предприятиях СССР, только в текстильной промышленности охватил более 120 тыс. работников.
В 1951 году удостоен Сталинской премии второй степени «за новые методы изучения и массовое внедрение передового стахановского метода работы».

Что это за чудодейственный метод инженера Ковалёва?.. Так вот, это научная организация труда (НОТ), пришедшая в стахановское движение. Изучая и анализируя работу стахановцев, он установил, что у каждого из них есть как удачные, так и неудачные приёмы труда. Поэтому для каждой профессии следует отобрать лучшие приёмы отдельных стахановцев и суммировать наиболее удачный опыт каждого в единой методике.— о методе, 2014 год
В 1951—1955 годах — депутат Верховного Совета РСФСР III созыва, избран от Московской области.
С 1956 года — директор Центрального научно-исследовательского института шерстяной промышленности.
Работал в области организации производства и создания поточных и автоматизированных линий в шерстяной промышленности.
Умер в 1973 году. Похоронен на кладбище рабочего посёлка фабрики «Пролетарская победа» Пироговский Мытищинского района.

## Избранные труды
- Ковалёв Ф. Л. Наш метод изучения и массового внедрения стахановского опыта работы : (Фабрика «Пролет. победа») / М-во легкой пром-сти СССР. Техн. упр. Отд. техн. информации. — М.; Л.: Гизлегпром, 1949. — 28 с.
- Ковалёв Ф. Л. Наш метод изучения и массового распространения стахановского опыта : Стенограмма лекции, прочит. в Большом зале Центр. лектория 5 сент. 1950 г. / Всесоюз. о-во по распространению полит. и науч. знаний. — М.: [Правда], 1950. — 16 с.
- Ковалёв Ф. Л. О производительности оборудования и труда на предприятиях шерстяной промышленности в отдельных капиталистических странах и в СССР / М-во легкой пром-сти СССР. Центр. науч.-исслед. ин-т информации и техн.-экон. исследований легкой пром-сти. — М.: Б. и., 1970. — 72 с. — (Для служебного пользования). — 1000 экз.
- Ковалёв Ф. Л. Опыт советской промышленности в области изучения, обобщения и массового распространения передовых методов работы : Автореферат дис. … канд. техн. наук / М-во культуры СССР. Моск. текстильный ин-т. — М., 1954. — 14 с.
- Ковалёв Ф. Л., Лувишис Л. А. Методы и приборы при определении несминаемости тканей : [Обзор] / Центр. ин-т науч.-техн. информации легкой пром-сти М-ва легкой пром-сти СССР. — М.: Б. и., 1966. — 53 с.
- Резвяков А. В., Ковалёв Ф. Л. Обзор зарубежных патентов по бескардному способу гребенного прядения шерсти / М-во легкой пром-сти СССР. Центр. науч.-исслед. ин-т информации и техн.-экон. исследований легкой пром-сти. — М. : Б. и., 1971. — 94 с. — 1000 экз.

редактор
- Артемов Н. М., Кононенко Т. В., Глоцер Л. М. Справочник по шерстопрядению / Под ред. Ф. Л. Ковалёва; Центр. науч.-исслед. ин-т шерстяной пром-сти. — 2-е изд., перераб. и доп. — М.: Ростехиздат, 1960. — 786 с.